# جون فنتون
جون فنتون (بالسويدية: J. C. Fenton)‏ هو كاهن أنجليكاني سويدي، ولد في 5 يونيو 1921، وتوفي في 27 ديسمبر 2008.